# Giro del Friül
El Giro del Friül (Giro del Friuli en italià) era una cursa ciclista que es disputà a la regió italiana de Friül - Venècia Júlia. La primera edició es va disputar el 1974, sent guanyada per Luciano Borgognoni, mentre la darrera edició va tenir lloc el 2011. No es va disputar el 1997 ni entre el 2005 i el 2008. Guido Bontempi, amb tres victòries, és el ciclista que més vegades l'ha guanyat.

## Palmarès
| Any                       | Vencedor             | Segon                    | Tercer             |
| ------------------------- | -------------------- | ------------------------ | ------------------ |
| 1974                      | Luciano Borgognoni   | Luigi Castelletti        | Davide Boifava     |
| 1975                      | Roberto Poggiali     | Giambattista Baronchelli | Giovanni Battaglin |
| 1976                      | Franco Bitossi       | Enrico Paolini           | Francesco Moser    |
| 1977                      | Giuseppe Saronni     | Walter Riccomi           | Angelo Tosoni      |
| 1978                      | Roger de Vlaeminck   | Giuseppe Saronni         | Valerio Lualdi     |
| 1979                      | Francesco Moser      | Roger de Vlaeminck       | Pierino Gavazzi    |
| 1980                      | Claudio Corti        | Luciano Loro             | Geir Digerud       |
| 1981                      | Wladimiro Panizza    | Marino Amadori           | Giuseppe Saronni   |
| 1982                      | Guido Bontempi       | Giuseppe Saronni         | Luigi Ferreri      |
| 1983                      | Francesco Moser      | Giovanni Battaglin       | Bruno Leali        |
| 1984                      | Claudio Corti        | Giuseppe Passuello       | Ennio Salvador     |
| 1985                      | Franco Chioccioli    | Francesco Moser          | Johan Van de Velde |
| 1986                      | Gianni Bugno         | Claudio Corti            | Harald Maier       |
| 1987                      | Guido Bontempi       | Bruno Leali              | Roberto Pagnin     |
| 1988                      | Guido Bontempi       | Davide Cassani           | Stefano Colage     |
| 1989                      | Lech Piasecki        | Maurizio Fondriest       | Roberto Gusmeroli  |
| 1990                      | Leonardo Sierra      | Urs Zimmermann           | Claudio Chiappucci |
| 1991                      | Gianni Bugno         | Franco Chioccioli        | Claudio Chiappucci |
| 1992                      | Alessandro Giannelli | Marco Lietti             | Luc Roosen         |
| 1993                      | Piotr Ugriúmov       | Claudio Chiappucci       | Moreno Argentin    |
| 1994                      | Vladímir Pulnikov    | Rolf Sorensen            | Mario Chiesa       |
| 1995                      | Dmitri Kónixev       | Francesco Frattini       | Rodolfo Massi      |
| 1996                      | Andrei Teteriuk      | Alexandr Shefer          | Marco Zen          |
| 1997. No organitzada      |                      |                          |                    |
| 1998                      | Francesco Arazzi     | Endrio Leoni             | Giancarlo Raimondi |
| 1999                      | Davide Rebellin      | Ivan Basso               | Danilo Di Luca     |
| 2000                      | Michele Bartoli      | Gilberto Simoni          | Daniele Nardello   |
| 2001                      | Denis Lunghi         | Guido Trenti             | Ellis Rastelli     |
| 2002                      | Franco Pellizotti    | Davide Rebellin          | Gilberto Simoni    |
| 2003                      | Joseba Albizu        | Leonardo Scarselli       | Sergio Barbero     |
| 2004                      | Michele Gobbi        | Franco Pellizotti        | Andrea Moletta     |
| 2005-2008. No organitzada |                      |                          |                    |
| 2009                      | Mirco Lorenzetto     | Grega Bole               | Manuel Belletti    |
| 2010                      | Roberto Ferrari      | Jacopo Guarnieri         | Enrico Rossi       |
| 2011                      | José Serpa           | Pàvel Brut               | Nicki Sørensen     |